# Една (Каліфорнія)
Една (англ. Edna) — переписна місцевість (CDP) в США, в окрузі Сан-Луїс-Обіспо штату Каліфорнія. Населення — 184 особи (2020).

## Географія
Една розташована за координатами 35°12′39″ пн. ш. 120°36′21″ зх. д. / 35.21083° пн. ш. 120.60583° зх. д. (35.210785, -120.605967).  За даними Бюро перепису населення США в 2010 році переписна місцевість мала площу 3,16 км², уся площа — суходіл.

## Демографія
Згідно з переписом 2010 року, у переписній місцевості мешкали 193 особи в 69 домогосподарствах у складі 48 родин. Густота населення становила 61 особа/км².  Було 71 помешкання (22/км²).
Расовий склад населення:
| - 95,9 % — білих - 1,6 % — корінних американців - 2,6 % — осіб інших рас |

До двох чи більше рас належало 0,0 %. Частка іспаномовних становила 11,4 % від усіх жителів.
За віковим діапазоном населення розподілялося таким чином: 21,8 % — особи молодші 18 років, 62,7 % — особи у віці 18—64 років, 15,5 % — особи у віці 65 років та старші. Медіана віку мешканця становила 45,4 року. На 100 осіб жіночої статі у переписній місцевості припадало 119,3 чоловіків;  на 100 жінок у віці від 18 років та старших — 101,3 чоловіків також старших 18 років.
Середній дохід на одне домашнє господарство  становив 70 194 долари США (медіана — 75 486), а середній дохід на одну сім'ю — 71 800 доларів (медіана — 75 875). 
Цивільне працевлаштоване населення становило 82 особи. Основні галузі зайнятості: виробництво — 29,3 %, будівництво — 18,3 %, публічна адміністрація — 13,4 %, науковці, спеціалісти, менеджери — 9,8 %.